# Peter Bonthuis
Peter Bonthuis (1949) is een Nederlands sportbestuurder. Hij begon zijn loopbaan in het wielrennen bij de TI-Raleighploeg van Peter Post en werkte ook voor volgende ploegen van Post, Panasonic en Histor-Sigma. Ook was hij betrokken bij de organisatie van de Amstel Gold Race, de Zesdaagse van Rotterdam en de Eneco Tour. Bonthuis was 10 jaar lang (1973-1983) toernooi-directeur van het huidige ABN*AMRO-wereldtennistoernooi in Ahoy. Tevens was hij zaakwaarnemer voor verschillende profvoetballers waaronder Robin van Persie.
Bonthuis was vervolgens algemeen directeur van Sparta Rotterdam van 2003 tot 2011. Dit was een eis van de investeerders die de club van de afgrond hadden gered. In 2011 werd de functie van algemeen directeur bij Sparta Rotterdam overgenomen door Wiljan Vloet. In december 2013 werd Bonthuis aangesteld als directeur van de Nederlandse Boksbond. Hij is tevens auteur van het boek Topsport Intriges dat door de uitgever Voetbal International is uitgegeven.

## Onderscheiding
In 2010 werd Bonthuis onderscheiden met de Erasmusspeld te Rotterdam, vanwege zijn grote maatschappelijke betrokkenheid aldaar.
- International Standard Name Identifier: 0000 0003 8879 4265
- Nederlandse Thesaurus van Auteursnamen: 34215480X
- Virtual International Authority File: 282083510
- WorldCat: E39PBJrrDdPmYdqCDTqdxd9Rrq